# Sächsischer Blasmusikverband
Der Sächsische Blasmusikverband e. V. wurde 1990 in Leipzig gegründet. Gemeinsam mit seiner Jugendorganisation, der Bläserjugend Sachsen e.V., gehören ihm ca. 5000 aktive Mitglieder in Mitgliedsvereinen, Blasorchestern und weiteren Ensembles an. Durch Kooperationsvereinbarungen mit dem Landesfeuerwehrverband Sachsen e. V., dem Sächsischen Landesverband der Bergmanns-, Hütten- und Knappenvereine e. V. sowie dem Landes-Musik- und Spielleutesportverband Sachsen e. V. werden insgesamt die Interessen von mehr als 10.000 Menschen vertreten.
Der Sächsische Blasmusikverband e. V. hat knapp 70 Mitgliedsvereine. Die Geschäftsstelle befindet sich in Frankenberg/Sa.

## Projekte
- Junge Bläserphilharmonie Sachsen (seit 1996)
- Kinder- und Nachwuchsorchestertreffen (seit 2005)
- Sächsische Krone der Blasmusik
- KlangFARBEN
- Young Jam Session
- Landesprobenlager (LPL) und Junior Band Camp (seit 1995)
- Band Camp/Sommerakademie